# Clovis Duval
Pour les articles homonymes, voir Duval.
Clovis Duval est un poète québécois né à Batiscan le 5 septembre 1882 et décédé le 21 décembre 1951. 
Il fait son cours classique puis s'inscrit à l'Université Laval en médecine. 
Il pratique la médecine à partir de 1907 s'adonnant en parallèle à sa passion: la poésie. 
Le fonds d'archives de Clovis Duval est conservé au centre d'archives de Montréal de Bibliothèque et Archives nationales du Québec.

## Œuvres
- Six nouvelles cloches, 1912, paru dans le journal Le Bien Public, 22 août 1912, page 1.
- Les Fleurs Tardives, 1923
- Les Aspects, 1936
- Le Bouquet, 1950.

## Honneurs
- 1939 - Prix David